# Гусары в искусстве

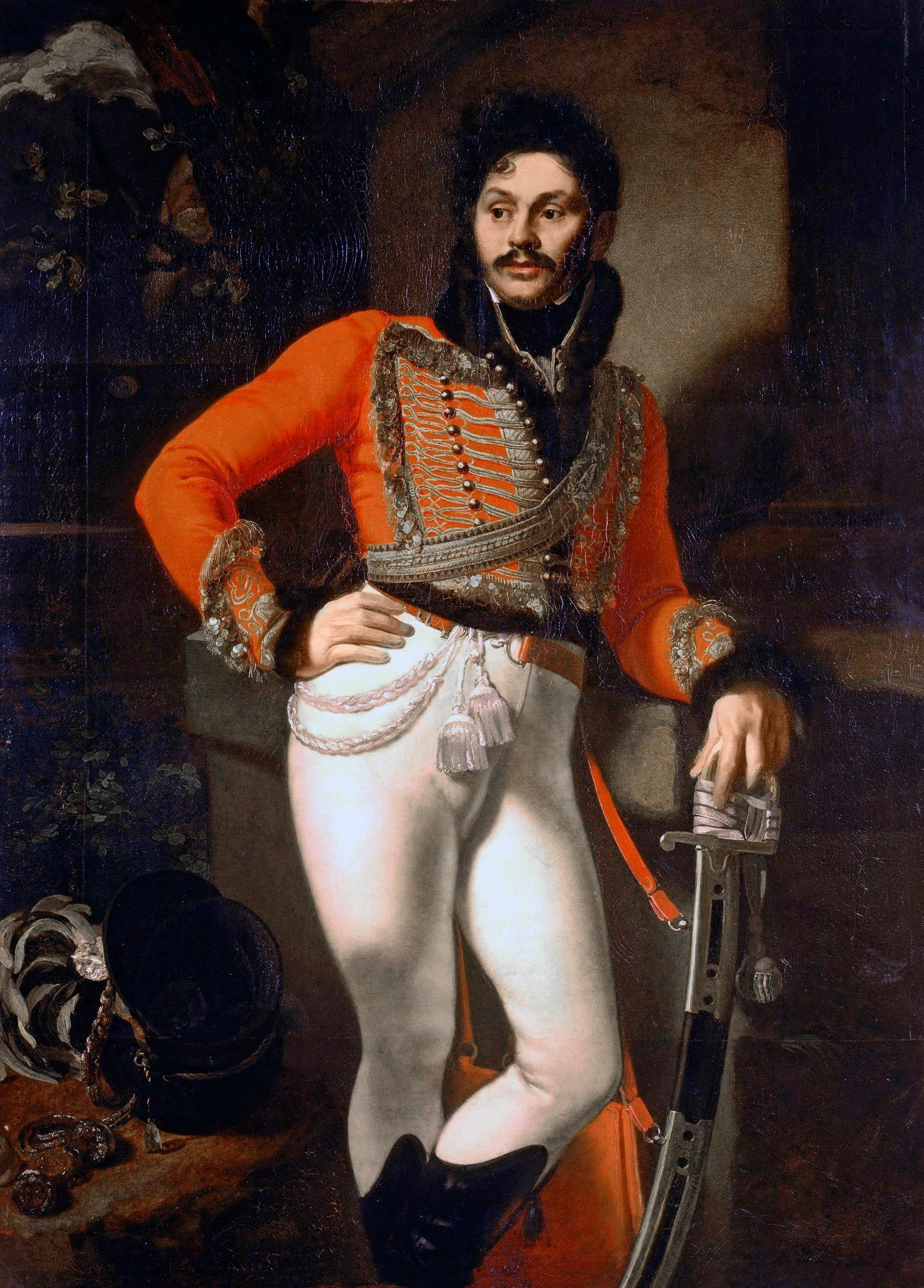
Портрет Е. В. Давыдова (О. Кипренский)

Гусары Российской империи оставили яркий след в русском искусстве, став, в частности, одним из символов молодечества и мужественности. В произведениях, посвящённых гусарам, часто важна не историческая достоверность, а «дух гусарской удали, кутежа и одновременной готовности на подвиг».

## Стереотипы
Образ лихих военных стал частью культурного кода России — культуры сдержанной, лишь изредка позволяющей себе отдушины буйства (и всегда — в конкретных рамках: цыганщина, казачество, гусарство).
Возникшее благодаря этому представлению слово «гусарство» стало синонимом слов «бесшабашность, безрассудное поведение», обозначает «молодечество, удаль; бесшабашный, беспечный образ жизни (обычно с кутежами, авантюрными и любовными приключениями». Возник уникальный глагол «гусарить» — «вести себя подобно гусару; проявлять молодечество, удаль, безудержную смелость». Также существовал устаревший ныне глагол «прогусарить» — «прокутить, промотать, растратить, пролихачить». Это вызвано стереотипным признаком имени. Значение глагола «основано на стереотипных и фоновых знаниях носителей языка о гусаре как о молодом человеке, отличающемся смелостью, удалью. Категориальная сема существительного („военнослужащий“) редуцируется в значении глагола. Образование глаголов игрового, „актерского“ поведения обусловлено их словообразовательными связями с производящими именами существительными — носителями стереотипных черт».

Один из афоризмов Козьмы Пруткова гласит: «Если хочешь быть красивым, поступи в гусары».

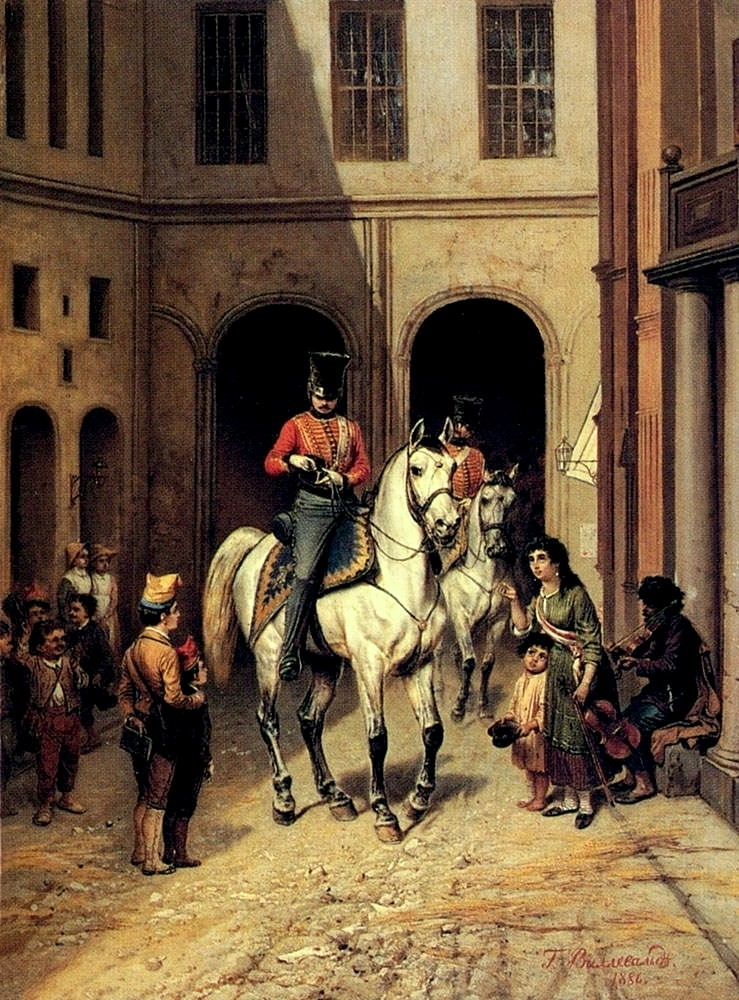

Хрестоматийным стал образ гусар-кутил поколения войны 1812 года и наполеоновских походовв том числе благодаря активной литературной деятельности поэта-гусара Дениса Давыдова и воспевавших его друзей-штатских — поэтов пушкинской поры, хотя гусарские полки существовали до 1917 года, гусары последующих периодов не так интересны и узнаваемы.
Русская литература (Пушкин, Давыдов, Гладков) и, особенно, современный фольклор навязывают представления о гусарах как о непревзойдённых любителях женщин (поручик Ржевский — на самом деле вымышленный герой пьесы 1940 г.), пьяницах (пить шампанское по-гусарски — из горлышка, открыть бутылку по-гусарски — снести ей саблей горлышко), игроках («гусарик» — разновидность преферанса) и бретёрах. «Гусарская болезнь, гусарский насморк» — венерическая болезнь — гонорея.
Романтизации образа способствовали и песни — романсы XIX века, затем песни XX века, включая творчество бардов и саундтреки советского кино и собственно это кино.
По одной из псевдоисторических версий, выражение «смесь французского с нижегородским» имеет прямое отношение к гусарам: после Отечественной войны 1812 года русскими гусарами была придумана смесь шампанского с квасом в пропорции 50-на-50 — именно отсюда и пошло это крылатое выражение, в дальнейшем получившее и иные смыслы.

## Произведения

### Постановки и фильмы
- Водевиль «Девушка-гусар» Федора Кони
- Водевиль «Аз и ферт, или Свадьба с вензелями» (1849), автор Фёдоров, Павел Степанович
  - Фильм «Старинный водевиль»
- Пьеса «Давным-давно» (1941) А. Гладкова
  - Балет «Гусарская баллада» (1979). Композитор Тихон Хренников
  - Оперетта «Голубой гусар» Н. Рахманова
  - Фильм «Гусарская баллада» (1962) (композитор Тихон Хренников)
    - См. также Поручик Ржевский#Фильмография
- Водевиль «Петербургский ростовщик» Николая Алексеевича Некрасова
  - Фильм «Сватовство гусара» (1979) — по мотивам водевиля
- Фильм «Крепостная актриса» (1963)
- Водевиль «Женитьба гусара» Геннадия Гладкова
- Фильм «Ах, водевиль, водевиль…» (1979) — по мотивам водевиля Петра Григорьева «Дочь русского актёра»
- Фильм «О бедном гусаре замолвите слово» (1980)
- Фильм «Эскадрон гусар летучих» (1980) — про жизнь Дениса Давыдова
- Фильм «Два гусара» (1984) — экранизация повести Льва Толстого
- Фильм «Брегет (фильм)» (1997). По произведению А. Куприна
- Сериал «Баллады о гусарах» (2005—2007, Молдова)
- Сериал «Гусар» (2020)

австрийские гусары:
- Оперетта «Виктория и её гусар» (1930) венгерского композитора Пала Абрахама

польские гусары
- Фильм «Дамы и гусары» (1976)
- Фильм «Огнём и мечом» (1999)
- Фильм «Потоп» (1974)
- Фильм «Пан Володыёвский» (1969)

французские гусары
- Фильм «Гусары» (1955) — французская комедия
- Фильм «Дуэлянты» (1977) — фильм Ридли Скотта

## Песни
- «Когда я пьян» («Александрийский лейб-гусар») — романс со знаменитыми строками «Когда я пьян, а пьян всегда я»
- «Сем попьем, сем погуляем» (застольная гусарская песня) 1830-е[21]. Музыка Александра Алябьева. Слова Семена Стромилова
- Песня «Где гусары прежних лет» Дениса Давыдова
- Слышу звуки фанфар. Песня 5-го гусарского Александрийского полка
- Оружьем на солнце сверкая. Песня 5-го гусарского Александрийского полка
- Эй, кто там в траурной венгерке. Песня 5-го гусарского Александрийского полка
- «Люблю я гусарика»[22]
- Романс «Скатерть белая»
- «Слеза» (Вчера за чашей пуншевою…). Слова А. Пушкина[23]
- «Трубят голубые гусары…». Музыка Цезаря Кюи. Слова Михаила Михайлова, из Гейне[24]
- Военная песенка («Гусары-усачи»). Музыка и слова В. А. Сабинина[25]. Её фрагмент звучит в фильме Леонида Лукова «Две жизни» (1961).
- «Когда гусар бывает пьян…», стихи Лидия Смирнова
- «Песенка гусара» (Когда мы были на войне…) — стихи Давида Самойлова
- «Эй, гусар» — Принцесса цирка; «Пей, гусар» — Крепостная актриса.

## Писатели-гусары
- Балашов, Андрей Владимирович, гусар, белоэмигрант
- Гербель, Николай Васильевич, поэт и переводчик
- Гумилёв, Николай Степанович, поэт
- Грибоедов, Александр Сергеевич, русский писатель
- Давыдов, Денис Васильевич, поэт
- Дурова, Надежда Андреевна, «кавалерист-девица», автор мемуаров
- Лермонтов, Михаил Юрьевич, русский писатель.
- Лунин, Михаил Сергеевич, декабрист.
- Чаадаев, Пётр Яковлевич, русский философ.
- Булатович, Александр Ксаверьевич, гусар-схимник.